# Джексон Тауншип (округ Сасквеганна, Пенсільванія)
Джексон Тауншип (англ. Jackson Township) — селище (англ. township) в США, в окрузі Сасквегенна штату Пенсільванія. Населення — 856 осіб (2020).

## Демографія
Згідно з переписом 2010 року, у селищі мешкало 848 осіб у 379 домогосподарствах у складі 265 родин. Було 598 помешкань
Расовий склад населення:
| - 99,2 % — білих - 0,5 % — чорних або афроамериканців |

До двох чи більше рас належало 0,2 %. Частка іспаномовних становила 1,2 % від усіх жителів.
За віковим діапазоном населення розподілялося таким чином: 15,4 % — особи молодші 18 років, 61,0 % — особи у віці 18—64 років, 23,6 % — особи у віці 65 років та старші. Медіана віку мешканця становила 51,9 року. На 100 осіб жіночої статі у селищі припадало 113,1 чоловіків;  на 100 жінок у віці від 18 років та старших — 111,5 чоловіків також старших 18 років.
Середній дохід на одне домашнє господарство  становив 60 136 доларів США (медіана — 50 568), а середній дохід на одну сім'ю — 70 733 долари (медіана — 61 250). Медіана доходів становила 40 750 доларів для чоловіків та 41 042 долари для жінок. За межею бідності перебувало 7,7 % осіб, у тому числі 12,0 % дітей у віці до 18 років та 6,4 % осіб у віці 65 років та старших.
Цивільне працевлаштоване населення становило 339 осіб. Основні галузі зайнятості: освіта, охорона здоров'я та соціальна допомога — 26,0 %, роздрібна торгівля — 12,1 %, сільське господарство, лісництво, риболовля — 10,0 %, будівництво — 9,7 %.